# NSB El 9
Электровоз NSB El 9 — электровоз, строившийся в Норвегии на Norsk Elektrisk & Brown Boveri в 1944 году.
Электровозы использовались на Flåm Line и на Hardanger Line. Эксплуатация электровоза стала возможной с 1947 года, до этого из-за диверсий не работали тяговые подстанции.